# 貓眼 (電影)
《貓眼》（英語：The Cat's Meow）是2001年的一部時代劇電影，導演是彼得·博格丹诺维奇，由克絲汀·鄧斯特、埃迪·伊扎德、Edward Herrmann、卡利·艾域士、喬安娜·拉姆利和珍妮佛·提莉主演。編劇是Steven Peros，故事圍繞電影大亨托馬斯·因斯之死而展開。
故事發生在媒體大亨威廉·赫斯特的遊輪上，1924年11月，人們聚集在遊輪上慶祝托馬斯·因斯的42歲生日，一同參加的還有威廉·赫斯特的情婦瑪麗恩·戴維斯、演員查理·卓別林、作家Elinor Glyn、專欄作家盧埃拉·帕森斯和女演員瑪格麗特·利文斯頓。但因斯最終卻神秘死亡，其的死亡也成了好萊塢之謎。

## 劇情
故事發生在1924年11月15日，加利福尼亞聖佩德羅的一艘遊輪上。遊輪的主人是威廉·赫斯特。船上的人除了赫斯特之外，還有他的情婦Marion Davies；在船上慶生的因斯及他的情婦Margaret Livingston；卓別林；英國作家Elinor Glyn和影評人Louella Parsons。其中Elinor Glyn擔任這部影片的旁白。
船上的人各自面臨他們人生的十字路口。卓別林忙於處理他和一位16歲女性的桃色緋聞；Davies希望能夠出演喜劇但赫斯特卻拒絕她的要求；因斯的片場財政困窘，他希望能和赫斯特合作以解決困境。而Parsons則希望能從東海岸搬到好萊塢。
赫斯特懷疑卓別林和Davies之間發生外遇，並且告訴了因斯這件事情。因斯因而努力尋找二人外遇的證據。因斯在卓別林房間內的紙簍內發現了一張紙條，紙條上有卓別林對Davies調情的內容。因斯打算將紙條交給赫斯特，而赫斯特也在卓別林的房間發現了Davies的胸針，他因此勃然大怒。
赫斯特在夜裡搜尋和Davies和卓別林，他在發現Davies和因斯在通往鍋爐房的樓梯上竊竊私語，而因斯戴著卓別林的帽子。赫斯特聽到Davies說她並從來沒有愛過「他」，赫斯特誤以為和Davies對話的男性是卓別林，並以為「他」指的是自己。因而開槍擊中了因斯。Davies被嚇得目瞪口呆，她告訴赫斯特「他」是指卓別林。
赫斯特安排遊輪停靠在圣迭戈，並派救護車將還活著的因斯送到他家中。他給因斯的妻子打電話，說因斯曾打算自殺，並保證不會對媒體公開這件事情。赫斯特同時對船上的人聲稱因斯是由於潰瘍病發而不得不緊急送醫，他也要求大家都這件事情要守口如瓶。然而Parsons目睹了整個事件，他要求赫斯特給她一份長期合約以換取她保密真相。Parsons後來成為美國最著名的娛樂專欄作家。
在因斯的葬禮上，卓別林希望Davies能和他在一起並出演他的影片，但Davies拒絕了。卓別林感到很失望，並認為這次事件重燃了Davies對赫斯特的愛。
影片以因斯的葬禮作為結尾。根據Elinor Glyn的旁白，故事中人物的結局如下：
- Margaret Livingston成為了一個電影明星，她的工資從300美元漲到了1000美元。
- Marion Davies總算得到和赫斯特的允許，出演的一部喜劇片，並大獲好評。在她1951年去世為止，她一直和赫斯特在一起。
- 查理·卓別林和Lita Grey在墨西哥結婚，他的電影淘金記大獲成功
- Louella Parsons長期為赫斯特工作，後來成為美國最著名的新聞作家之一

## 演員
- 姬絲汀·登絲 飾演 瑪麗恩·戴維斯
- Edward Herrmann（英语：Edward Herrmann） 飾演 威廉·赫茲
- 埃迪·伊扎德 飾演 差利·卓別靈
- 卡利·艾域士 飾演 托馬斯·因斯
- 喬安娜·拉姆利 飾演 Elinor Glyn（英语：Elinor Glyn）
- 珍妮佛·提莉 飾演 盧埃拉·帕森斯（英语：Louella Parsons）
- 克勞蒂亞·哈里森（英语：Claudia Harrison） 飾演 瑪格麗特·利文斯頓（英语：Margaret Livingston）
- James Laurenson（英语：James Laurenson） 飾演 丹尼爾·卡森·古德曼（英语：Daniel Carson Goodman）
- Ronan Vibert（英语：Ronan Vibert） 飾演 Joseph Willicombe
- John C. Vennema 飾演 Frank Barham
- 英格麗·拉西（英语：Ingrid Lacey） 飾演 Jessica Barham
- Victor Slezak（英语：Victor Slezak） 飾演 George Thomas
- Chiara Schoras 飾演 Celia
- Claudie Blakley（英语：Claudie Blakley） 飾演 Didi
- Steven Peros（英语：Steven Peros） 飾演 Elinor的司機

## 製作
為符合默片時代這一場景，導演彼得·博格丹诺维奇曾想把這部電影拍為黑白片，不過遭遇了反對。最終，電影中因斯的葬禮部分以黑白方式製作。為了彌補這一遺憾，導演要求這部影片的服裝設計師只能使用黑、白兩色的禮服。
電影於2001年8月在羅加諾國際影展上首映，此後還曾在鹿特丹國際影展等影展上公映。

## 獲獎及提名
姬絲汀·登絲憑藉這部影片在馬德普拉塔影展上獲得最佳女演員獎提名。

## 外部連結
- 互联网电影数据库（IMDb）上《貓眼》的资料（英文）